# Толстоклювый жаворонок
Толстоклювый жаворонок (лат. Ramphocoris clotbey) — вид воробьиных птиц из семейства жаворонковых (Alaudidae). Единственный представитель одноимённого рода (Ramphocoris). Подвидов не выделяют.
Видовое название присвоено в честь Антуана-Бартоломью Клота (1793—1868), французского врача, работавшего в Египте.

## Описание
Длина тела 17—18 см; вес самца около 52—55 г, а самки около 45 г. Довольно крупный жаворонок с тяжелой головой, огромный клюв с глубоким основанием, довольно длинные и широкие крылья, короткий хвост, слегка раздвоенный; ноги длинные. У взрослого самца чёрное лицо с отчетливым белым пятном на нижней стороне, белый подбородок; макушка и верх тела розово-изабеллиновые с серыми тонами, черноватая субтерминальная окантовка хвоста (более заметная снизу); низ светлого охристого цвета с сильными черными пятнами, подкрылья черные с широким белым задним краем; цвет радужных оболочек темно-коричневый; клюв бледно-голубовато-серый с более тёмным кончиком; ноги от тускло-голубовато-серого до бледно-соломенного. Самка отличается от самца тем, что чёрные участки головы окрашены менее интенсивно, они более сероватые, а нижняя сторона тела менее покрыта пятнами, клюв светлый, с более темным кончиком. Молодые особи имеют только слабые отметины на голове и нижней части тела, клюв у них менее тяжелый.

## Биология
Питаются семенами, беспозвоночными и растительным кормом.
В кладке 3—5 яиц.

## Распространение
Встречаются в пустынях северо-западной части Африки (Западная Сахара, крайний север Мавритании, юг и юго-восток Марокко, запад и внутренняя часть севера Алжира, центр и юг Туниса, северо-запад Ливии), в центре Иордании и на севере Саудовской Аравии, иногда на юге Израиля и в Кувейте, вероятно, на юге Сирии.